# Неджміє Ходжа
Неджміє Ходжа (алб. Nexhmije Hoxha; нар. 8 лютого 1921, Битола — пом. 26 лютого 2020, Тирана) — албанська комуністка, дружина і сподвижниця албанського лідера Енвера Ходжі. Займала провідні пости в ідеологічному апараті, входила до складу Центрального Комітету Албанської компартії. Після падіння комуністичного режиму була засуджена за зловживання владою, відбула кілька років тюремного ув'язнення. Звільнена за амністією. Продовжувала виступати з політичними заявами ходжаїстського характеру.

## Комуністична пропагандистка
Народилася Неджміє Ходжа 1921 року на території Югославського королівства в сім'ї албанців. Тефік Джуглині, батько Неджміє, працював бухгалтером і, за деякими даними, був пов'язаний з Албанською фашистською партією. У 1928 році сім'я перебралася до Албанії. Неджміє закінчила в Тирані привілейований Педагогічний інститут королеви-матері.
В юності перейнялася комуністичними поглядами. Брала участь у комуністичному підпіллі, входила до складу корчинської комуністичної групи, брала участь в її акціях. У 1941 році Неджміє Джуглині вступила до комуністичної партії Албанії (з 1948 — Албанська партія праці, АПП). У роки Другої світової війни служила у відділі пропаганди 1-ї дивізії Національно-визвольної армії. Носила партійне прізвисько Delikatja — Тендітна.
1 січня 1945 року одружилась з першим секретарем компартії Албанії Енвером Ходжи.

## Ідеолог режиму АПП
Після приходу комуністів до влади в 1944 році Енвер Ходжа як лідер правлячої партії і перший голова уряду став верховним правителем комуністичної Албанії. Неджміє Ходжа стала провідним ідеологом албанського комунізму. У 1952 році увійшла до складу ЦК компартії, з 1948 року неодноразово обиралась депутаткою Народних зборів. Керувала жіночими організаціями Албанії. У 1943 році вона була обрана до Секретаріату (Комуністичної) Албанської ліги жінок і обіймала посаду голови з 1946 по 1952 роки, замінивши Оллгу Плумбі.
З 1966 року Неджміє Ходжа обіймала посаду директорки Інституту досліджень марксизму-ленінізму при ЦК АПП та Вищої партійної школи імені Леніна. відігравала велику роль у формуванні ідеології ходжаїзму — албанського варіанту сталінізму. Повністю підтримувала і обґрунтовувала політику свого чоловіка.
У квітні 1956 року Неджміє Ходжа зіграла помітну роль у політичній кризі в Албанії, що отримала назву «Pranvera e rrejshme e 56-s» («Хибна весна 56-го року»). Саме вона передала міністру внутрішніх справ Кадрі Хазбіу інформацію міністра оборони Бекіра Балуку про заплановану на партійній конференції в Тирані спробу усунення Енвера Ходжі. (Одна з претензій внутрішньопартійної опозиції полягала як раз у насадженні «сімейності», в наданні високих постів і широких повноважень дружинам керівників).Хід конференції було поставлено під жорсткий контроль Сігурімі, делегати зазнали репресій.
У 1973 році Неджміє Ходжа зазнала особливо жорсткої критики за «ліберальний ухил» Фаділя Пачрамі та Тоді Лубонью. Обидва були засуджені до тривалого тюремного ув'язнення.
Неджміє Ходжа брала участь у підборі наступника Енвера Ходжі, погодившись з кандидатурою куратора ідеології і пропаганди Раміза Алії.
Після смерті Енвера Ходжі 11 квітня 1985 року Неджміє Ходжа змінила його на посаді голови Демократичного фронту Албанії. Кілька років вона зберігала політико-ідеологічний вплив. Дотримувалася консервативних ходжаїстських позицій, не схвалювала навіть обмежених реформаторських планів Алії. Однак вона більш-менш лояльно поставилася до припинення переслідування релігії. У 1989 році Неджміє Ходжа запросила до Тирани Матір Терезу і зустрілася з нею.
Журналіст та історик Фахрі Баліу згодом опублікувала книгу про Неджмію Ходжу, яка отримала назву Чорна дама (у французькому виданні — Дружина диявола). У передмові письменник Ісмаїл Кадаре зазначав, що Неджміє, що «провокувала параноїдальні напади чоловіка», розправлялася зі своїми опонентами, несе відповідальність за репресії проти цілих сімей.

## У ході падіння режиму
Неджміє Ходжі була впевнена в міцності комуністичного режиму. Спочатку вона розраховувала, що Революції 1989 року не торкнуться Албанії. Але румунські події, страта Ніколає Чаушеску, за власним визнанням Ходжі, увели її в ступор. У 1990 році Албанію охопили масові антикомуністичні виступи. Раміз Алія спробував позиціонуватися як «албанський Горбачов» і «лідер демократичних реформ», чим дуже розчарував Неджміє Ходжу. Наприкінці року Алія відправив у відставку декількох консервативних партійних керівників — Ленку Чуко, Мухо Аслані, Симона Стефані, Неджміє Ходжу (20 грудня вона була усунута з посади глави Демократичного фронту Албанії).
Після 20 лютого 1991 року, коли демонстранти в Тирані знесли пам'ятник Енвера Ходжі на площі Скандербега, Неджміє Ходжа розірвала стосунки з Алією. На виборах у березні 1991 вона не балотувалася і не підтримала партійну реформу президента Алії — перетворення комуністичної АПП на Соціалістичну партію Албанії.
У травні 1991 року Союз незалежних профспілок Албанії організував загальний страйк. Президент Алія і уряд Фатоса Нано змушені були погодитися на дострокові вибори парламенту. До влади прийшла опозиційна Демократична партія Албанії. Президентом став її лідер Салі Беріша. Комуністичний режим в Албанії припинив своє існування. Нова влада почала судові переслідування видатних діячів часів Ходжі.

## Ув'язнення
70-річна Неджмію Ходжа було взято під домашній арешт ще в грудні 1991 року, ще за правління колишніх комуністів. Ув'язнена в січні 1992 року. Суд визнав її винною у зловживанні владою і засудив до 9 років ув'язнення. Спроба оскаржити вирок призвела до того, що термін покарання збільшився до 11 років.
13 лютого 1995 року президент Албанії Салі Беріша видав указ № 1018 — про скасування всіх нагород і почесних звань, присвоєних керівникам комуністичного режиму. Це рішення стосувалося Енвера Ходжі (посмертно), Хаджі Леші (прижиттєво), Хюсні Капо (посмертно), Гого Нуші (посмертно), Спіро Ролеки (прижиттєво), Хакі Туги (посмертно), Шефкета Печі (прижиттєво), а також Неджміє Ходжі (прижиттєво).
Вирок Неджміє Ходжа відбувала в тиранській жіночій в'язниці № 325. Працювала на швейному виробництві. За відгуками наглядачки, вела себе культурно, в конфлікти не вступала (на відміну від агресивної Ленки Чуко), місце в камері утримувала в чистоті. Писала листи з в'язниці політичного характеру з критикою нової влади, захищаючи політику свого чоловіка.
Була звільнена за амністією у 1997 році, після п'яти років ув'язнення.

## Продовжувачка ходжаїстських традицій
Після звільнення Неджміє Ходжа вела порівняно замкнутий спосіб життя. Однак вона виступала з політичними заявами комуністичного і ходжаїстського характеру, вступила до лав ортодоксально-ходжаїстської Комуністичної партії Албанії, створеної в 1991 літератором Хюсні Милоші. Регулярно давала інтерв'ю, в яких говорила про «м'який характер» Енвера Ходжі, про «вимушеності» репресій. У той же час Неджміє Ходжа зізналася, що, побувавши у в'язниці, стала краще розуміти репресованих.
При цьому Неджміє Ходжа акцентувала не комуністичну ідеологію, а захист національного суверенітету Албанії. Саме це називала головним досягненням свого чоловіка та його політики. При цьому Неджміє зазначала, що Енвер поважав Йосипа Броз Тіто як сильного ворога, свій ідеологічний «дамоклів меч», і побоювався його смерті, оскільки ухід Тіто означав струс Балканського регіону. Підтримала військово-повітряну операцію НАТО проти Югославії, оскільки вважала це необхідним для захисту косовських албанців.

## Родина та смерть
У шлюбі подружжя Ходжів мали синів Іліра та Соколя і донька Пранверу. Ілір Ходжа відомий як комуністичний активіст, представник ходжаїстської партії, створеної в 2002 році під назвою АПТ.
За повідомленням Іліра Ходжі, його мати померла 26 лютого 2020 року у віці 99 років. Похована Неджміє Ходжа на кладовищі Шарра в Тирані.